# بخش مرکزی شهرستان اهر
بخش مرکزی  شهرستان اهر یکی از بخش‌های تابعه شهرستان اهر در استان آذربایجان شرقی در شمال غربی ایران است.

## تقسیمات کشوری
بخش مرکزی شهرستان اهر از شهر اهر و پنج دهستان آذغان ، اوچ هاچا ،‌ بزکش ، گویجه بل و ورگهان تشکیل شده است. این بخش از ۱۵۱ آبادی تشکیل شده است که عبارتند از:
- مکانها

معدن سنگ مزارع
- مناطق عشایری ( آبادی های دارای سکنه موسمی)

تازه کند چلان ،‌ محمودآباد ، لامان ،‌ علیرضاکندی ،‌ حاجی علی بیگ کندی ، گنداب ، المان جدید ،‌ یوزبند ، گنده یاماخ ، ابراهیم کندی ، قراجه ، تاقلار ، ارمدلو علیا ،‌ الاصندل ،‌ داش بلاغ مغار ، قشلاق قلعه جیق ، ارمدلو سفلی ، شوره ناب ، قره قشلاق ،‌ گوی دره ،‌ تازه کند و ترکلان
- روستاهای بدون سکنه

بلان ،‌داش قایه لی ، داش کندی ، دره قشلاق علیا و هلان

## جمعیت
بنابر سرشماری مرکز آمار ایران، جمعیت بخش مرکزی شهرستان اهر در سال ۱۳۹۵ برابر با ۱۲۳۹۹۶ نفر بوده است.